# ديكسلانزوبرازول
ديكسلانزوبرازول (بالإنجليزية:  Dexlansoperazole)‏ هو مثبط لمضخة البروتون يسوق من قبل مستحضرات تاكيدا الدوائية. كيميائياً، يعد مصاوغاً مرآتياً للانزوبرازول. وافقت إدارة الأدوية والأغذية الأميركية (FDA) على ديكسلانزوبرازول في 30 كانون الثاني، 2009. يتوفر لانزوبرازول (الذي بيع في الأصل تحت الاسم التجاري بريفاسيد Prevacid) بوصفه غير محدود الملكية ويباع عموماً بتكلفة أقل إلى حد بعيد من تكلفة ديكسلانزوبرازول.
- الزمرة الدوائية هي مضادات القرحة من مثبطات مضخة البروتون.

## الاستعمال
طرح المركب في الأسواق في الولايات المتحدة الأميركية ليستخدم في معالجة المرضى المصابين بالتهاب المريء المؤتكل ومرض الارتجاع المعدي المريئي غير المؤتكل (GERD أو GORD)
- GERD: هو حالة من التدفق العكسي للحمض من المعدة تسبب حرقة الفؤاد وإصابة محتملة في المريء(أنبوب بين الحلق والمعدة). يستخدم ديكسلانزوبرازول في معالجة أعراض GERD، حيث يسمح بالتئام المريء، كما أنه يمنع ضرر المريء.

يصنف ديكسلانزوبرازول ضمن الأدوية التي تدعى مثبطات مضخة البروتون. تعمل من خلال تقليل كمية الحمض المصنوع في المعدة.
لا يوجد دليل على أن ديكسلانزوبرازول يؤمن أي منافع سريرية زيادة عن لانزوبرازول.

## الحرائك الدوائية
بعد أن يستعمل لانزوبرازول الراسيمي فموياً، يكون 80% من الدواء الدائر ديكسلانزوبرازول. علاوة على ذلك، يملك كلا المصاوغين المرآتيين تأثيراً متشابهاً على مضخة البروتون. بناء على ذلك، لا تكمن الميزة النظرية الأساسية للكابيديكس في المادة المرآتية، وإنما في التركيبة الصيدلانية.
يعتمد الكابيديكس على تقنية تحرر مزدوجة، مع تحرر بدائي سريع يؤدي إلى تركيز ذروي بلازمي بعد حوالي ساعة من التطبيق، وتحرر متأخر ثانٍ يؤدي إلى ذروة أخرى بعد حوالي أربع ساعات لاحقة.
اعتباراً من تشرين الثاني 2009، ثبتت الملائمة السريرية لهذا الشكل من التحرر. رغم أنه لا يوجد دليل على أنه أفضل، يُباع ديكسلانزوبرازول بسعر مرتفع أكثر من لانزوبرازول غير محدود الملكية. اعتبارًا من نوفمبر 2009

## التأثيرات الضائرة
تؤدي المستحضرات المضادة للحموضة مثل ديكسلانزوبرازول من خلال كبح الحمض المتواسط بتحلل البروتينات، إلى خطر مرتفع من ظهور الأرجيات الدوائية والغذائية.
يحدث هذا بسبب البروتينات غير المهضومة ثم ينتقل إلى السبيل الهضمي حيث يظهر التحسيس. لم يتضح بعد فيما إذا كان هذا الخطر يترافق مع الاستخدام طويل الأمد فقط أم يترافق مع الاستخدام قصير الأمد أيضاً.
أخبر طبيبك إذا كان أحد هذه الأعراض شديداً أو لا يزول:
- الغازات
- الغثيان
- القيء

قد تكون بعض التأثيرات الجانبية خطيرة. إذا عانيت من أي من هذه الأعراض، اتصل بطبيبك مباشرةً، أو اطلب مساعدة طبية عاجلة:
- طفح
- شرى
- حكة
- صعوبة في التنفس أو البلع
- ضربات قلب قوية، سريعة
- أو غير منتظمة.
- تعب مفرط
- دوخة
- طيش
- تشنجات عضلية
- ارتعاش لا يمكن التحكم به في عضو من الجسم
- نوبات
- إسهال وخيم مع براز مائي
- ألم في المعدة
- حمى

## كيف يجب أن يستخدم هذا الدواء
يأتي على شكل محفظة متأخرة التحرر(مديد التأثير) ليؤخذ عبر الفم. يؤخذ غالباً مرة واحدة تقريباً في نفس الوقت كل يوم. قد يؤخذ ديكسلانزوبرازول مع الطعام أو بدونه، لكن يمكن أن يؤمن تخفيفاً أكبر لأعراض ما بعد الوجبات إذا أخذ قبل الوجبة.
تناول ديكسلانزوبرازول كما في الإرشادات بالضبط. يجب ألا تمضغه أو تطحنه. يمكنك بلع المحافظ بكاملها، أو فتح المحفظة ورش المحتويات على ملعقة طعام واحدة من شرائح التفاح المطهية، وبلعها مباشرة دون مضغ.
استمر بتناول ديكسلانزوبرازول حتى إذا شعرت بالتحسن. لا تتوقف عن تناول ديكسلانزوبرازول من دون التحدث إلى طبيبك.
إذا لم تتحسن حالتك أو أصبحت أسوأ، اتصل بطبيبك.
إذا نسيت إحدى الجرعات، تناول الجرعة الفائتة حالما تتذكرها. لكن إذا كان تقريباً وقت تناول الجرعة التالية، احذف الجرعة الفائتة واستمر بجدول الجرعات المنتظم. لا تتناول جرعة دواء مزدوجة لتعوض عن جرعة فائتة.